# Basteři

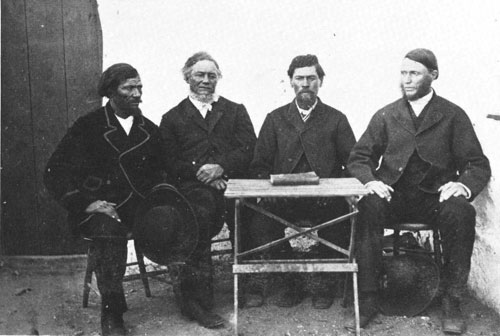
První sněm rehobothských basterů v roce 1872

Basteři jsou potomky převážně Namů a nizozemských sedláků z Kapské kolonie, kteří se usadili v Namibii kolem města Rehoboth. Jejich počet se pohybuje kolem 35 000. Vždy vyznávali kalvínské křesťanství. Po r. 1860, když se dostali pod tlak búrských osadníků, se odstěhovali na sever k řece Orange a založili zde osadu Rehoboth. Jejich jméno je odvozeno od slova "bastardi"; tato nezávislá skupina lidí se tak označuje s pýchou, protože upozorňuje na jejich smíšený původ. Většina Basterů stále žije kolem Rehobothu a živí se chovem dobytka, ovcí a koz.